# 白石涼
白石 涼（しらいし りょう、1990年8月3日 - ）は、YouTubeで活動しているボイストレーナー。

## 概要
本名は白石涼。おしらという愛称で親しまれている。麻布中学校・高等学校卒業。2浪したのち、慶應義塾大学法学部政治学科に入学。慶應義塾大学アカペラサークルWALKMENに所属し、アカペラ活動を開始。LAILAでハモネプに出場したほか、瀬戸内ジャクソン、ラス☆ベガスでも活動した。大学卒業後は、パワーコーラスグループに所属し、各地でライブ活動を行っている。
また、大学卒業後は、ボイストレーナーとして活動している。都内ボーカルスクールに勤務した後、大手企業の広告営業に転職。その後2019年3月に独立し、フリーのボイストレーナーとなった。
YouTubeでは、メインチャンネル「しらスタ【歌唱力向上委員会】」で主に歌い方中心の動画を1週間に3～4回投稿しているほか、セカンドチャンネル「しらスタ【目指せムキムキプリンセス】」では、雑談や対談などを投稿している。
「しらスタ」というチャンネル名は、本名である「白石」から取った、｢しらいしスタジアム」を略したもの。動画内では特徴的なオネエキャラで解説を行う。
各チャンネルの登録者数は、メインチャンネルが2019年5月22日に10万人、2020年8月16日に100万人を突破したほか、セカンドチャンネルも2021年9月10日に10万人を突破した。
好きなアーティストはMrs. GREEN APPLE、清水翔太、マイケル・ジャクソン、マライア・キャリーなどである。
また、LGBTのゲイであり、『ハッピーオネエ物語』という歌をYouTube上で公開した。
2021年大晦日、日本武道館で開催の『ももいろ歌合戦』（BS日テレ・ニッポン放送・ABEMAなどが生中継）へ初出場した。

## 所属グループ
- LAILA
- 瀬戸内ジャクソン[5]
- ラス☆ベガス[6]

## コラボ

### YouTube
- とおるすアカペラ

2019年6月14日に公開された海の幽霊の歌ってみた動画で共演。以降は本チャンネルの歌ってみた動画や、メドレー動画などで何度も共演しており、2021年1月現在本チャンネルで投稿されている16本の動画のアカペラを担当している。
- aoiro松浦航大

2020年3月8日に松浦航大のチャンネルで公開された『3月9日/レミオロメン』のモノマネで、白石のモノマネをしたことから交友関係が始まり、同年4月10日に初コラボ動画が公開された。
他にも、よかろうもん、はじめしゃちょー、なこなこチャンネル、Kevin's English RoomなどのYouTuberや、おばたのお兄さん、ジャルジャル、オリエンタルラジオ、藤森慎吾などの芸能人、AKINO from bless4、華鳥礼良、竹渕慶、村上佳佑、Novelbright竹中雄大、優里、misono、Mrs. GREEN APPLEの大森元貴などのプロの歌手と多くの人とのコラボ歴がある。

## 出演

### テレビドラマ
- やわ男とカタ子（2023年放送予定、テレビ東京） - 二丁目のバーの客 役[7]